# Antonín Jiráček
Antonín Jiráček (5. dubna 1890 Jindřichův Hradec – 15. dubna 1939 Sedlčany) byl československý politik a meziválečný poslanec Národního shromáždění.

## Biografie
Profesí byl sedlář a čalounický mistr. Bydlel v Sedlčanech. Působil jako starosta Zemské jednoty smíšených společenstev.
Po parlamentních volbách v roce 1925 se stal za Československou živnostensko-obchodnickou stranu středostavovskou poslancem Národního shromáždění. Mandát obhájil v parlamentních volbách v roce 1929 i parlamentních volbách v roce 1935. Poslanecké křeslo si oficiálně podržel do zrušení parlamentu v roce 1939, přičemž krátce předtím, v prosinci 1938, ještě přestoupil do poslaneckého klubu nově utvořené Strany národní jednoty.